# Sieben Schmerzen Mariens (Mehlem)

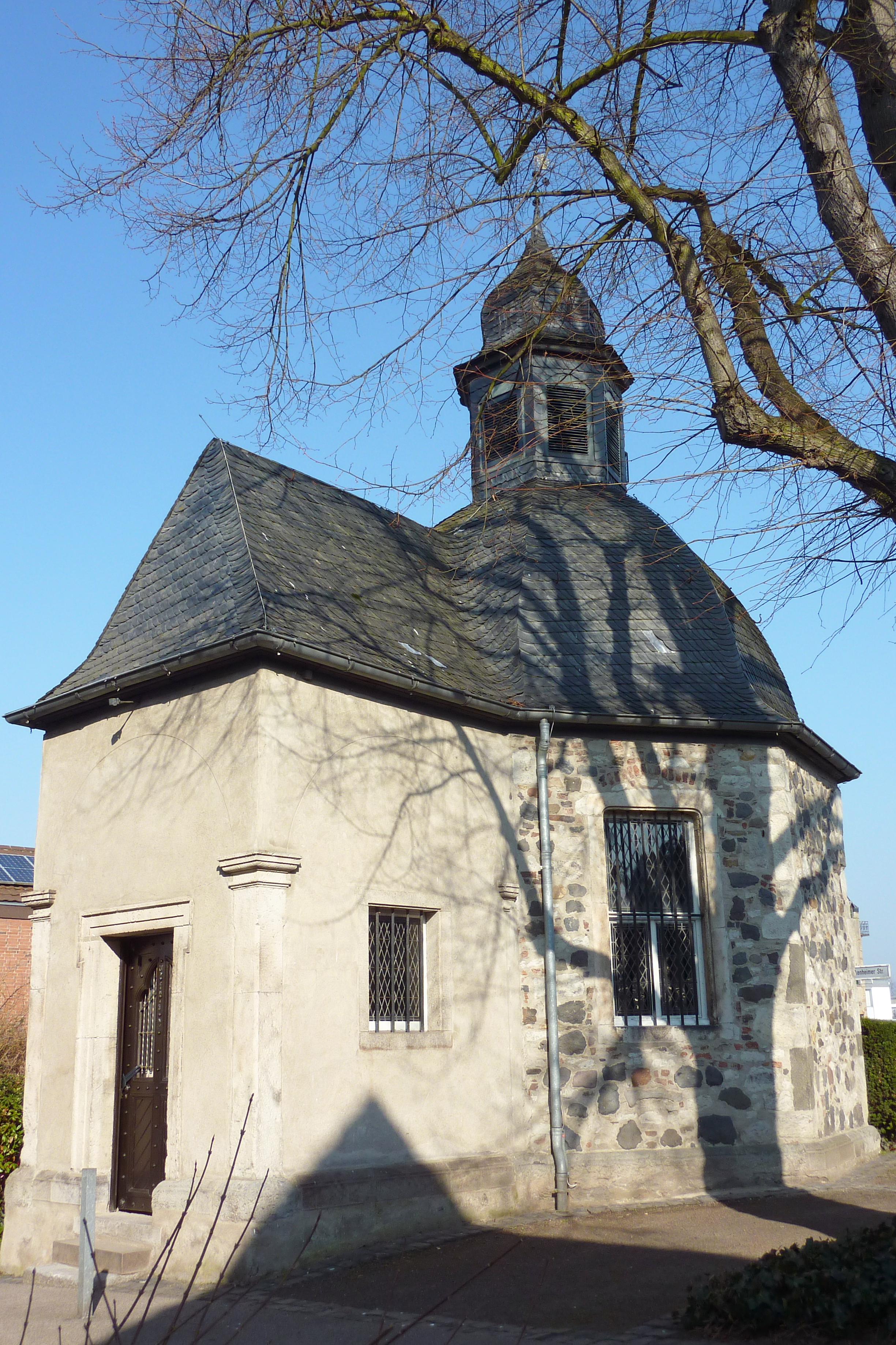
Kapelle in Mehlem

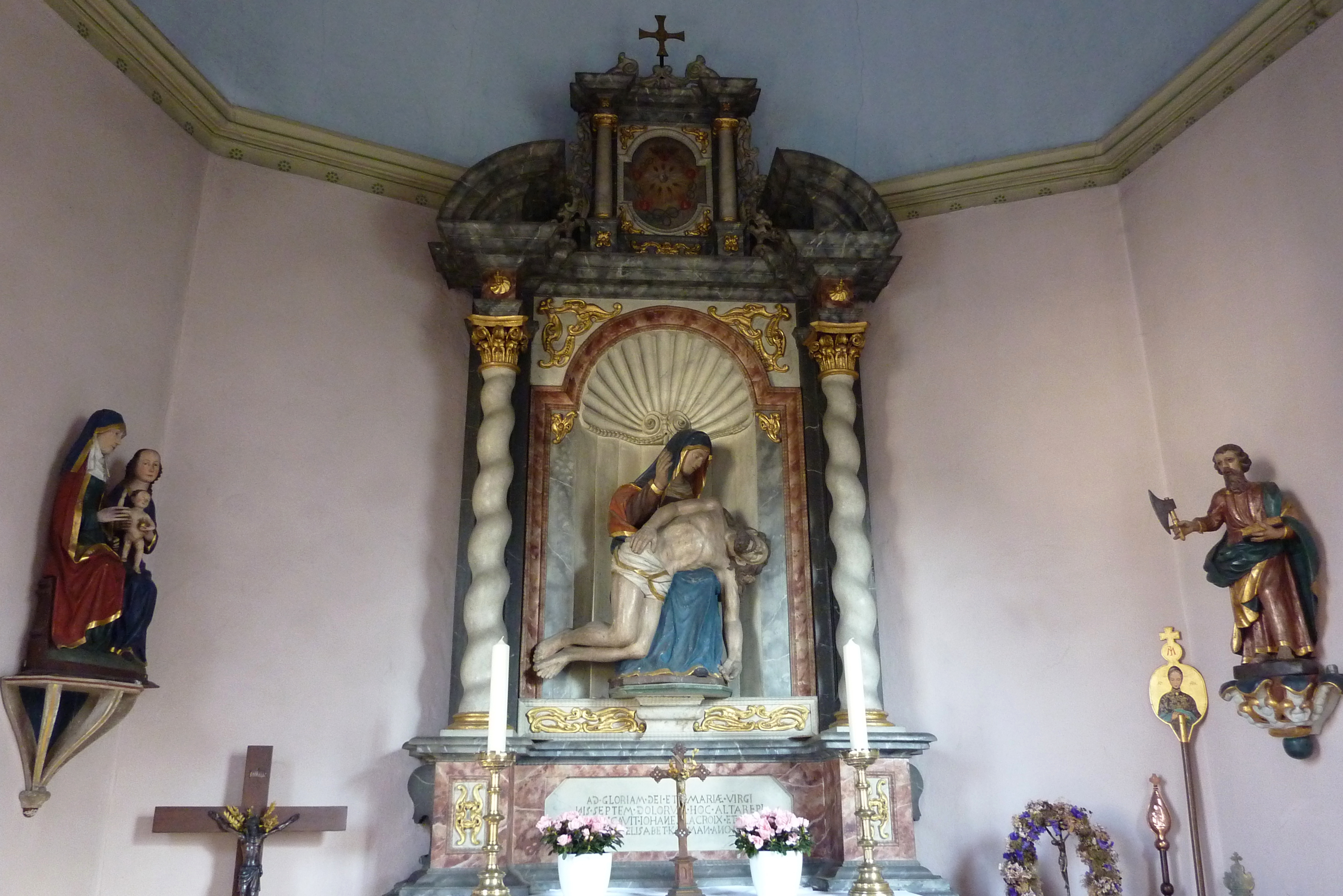
Muttergottesaltar und Anna-Selbdritt-Gruppe (links) und hl. Matthias (rechts)

Die Kapelle Sieben Schmerzen Mariens in Mehlem, einem Ortsteil des Bonner Stadtbezirks Bad Godesberg, ist eine katholische Kapelle aus dem 17. Jahrhundert. Sie liegt im Mehlemer Oberdorf an der Ecke Bachemer/Meckenheimer Straße und steht als Baudenkmal unter Denkmalschutz.

## Geschichte
Die Kapelle wurde an der Stelle eines Vorgängerbaus errichtet, der im Dreißigjährigen Krieg zerstört wurde. Sie ist möglicherweise eine Stiftung der St. Matthias-Bruderschaft von Mehlem. Die Mitglieder der Bruderschaft begannen bis 2019 jedes Jahr ihre Wallfahrt zur Matthiasbasilika in Trier bei der Kapelle. Seit 2019 wird die Aussendungsfeier zusammen mit der St. Mathias-Bruderschaft Bonn-Lannesdorf abwechselnd in Lannesdorf und Mehlem gefeiert, wobei dieses neue System 2019 in Lannesdorf begann.

## Architektur
Die Kapelle zum Gedächtnis der Schmerzen Mariens besitzt einen siebenseitigen Zentralbau aus Bruchstein mit einer fast quadratischen westlichen Vorhalle, die ursprünglich durch drei Rundbogen geöffnet war. Diese wurden wohl im 19. Jahrhundert zugemauert und es entstand gleichzeitig das Portal aus Trachyt mit der Jahreszahl 1681. Die geschweifte Haube des Zentralbaus verschmilzt mit dem Walmdach der Vorhalle. Das Dach wird von einer Laterne mit geschweifter Haube bekrönt. Vier Fenster geben dem Inneren Tageslicht. Im Jahr 2011 wurde das Dach saniert und mit Naturschiefer in einer Altdeutschendeckung eingedeckt.

## Ausstattung
Der Muttergottes-Altar mit einer Pietà von 1683 wird links von einer Anna-Selbdritt-Gruppe und rechts von einer Skulptur des Apostels Matthias gerahmt. Der barocke Altaraufbau mit Säulen wird bekrönt von der Darstellung der Heiligen Dreifaltigkeit: Eine Krone steht für Gottvater, die Wundmale für Christus und die Taube für den Heiligen Geist, der sich in züngelnden Flammen ergießt.
Gepflegt und zu Festzeiten (z. B. Advent, Weihnachten etc.) dekoriert wird die Kapelle von näher liegenden Anwohnern und Mitgliedern der oben erwähnten St. Mathias-Bruderschaft Bonn-Bad Godesberg-Mehlem.